# وارثان (رمان طلایی)
وارثان (انگلیسی: The Inheritors)، اثری در نوع داستان پیشاتاریخ و دومین رمان نویسنده بریتانیایی ویلیام گلدینگ است که بیشتر به خاطر اولین رمان او، سالار مگس‌ها (۱۹۵۴) شهرت دارد. این مربوط به انقراض یکی از آخرین قبایل باقی مانده از نئاندرتال‌ها به دست «انسان» است. توسط فابر اند فابر در سال ۱۹۵۵ منتشر شد.